# Будинок купця Ісаака Маркельса
Будинок купця Ісаака Маркельса або будинок Чернігівського відділення державного банку — пам'ятник історії місцевого значення в Чернігові. Зараз в будівлі розміщуються Чернігівське міське Управління Головного управління Держсанепідемслужби України в Чернігівській області, Головний державний санітарний лікар Чернігова.

## Історія
Рішенням виконкому Чернігівської обласної ради народних депутатів трудящих від 31.05.1971 № 286 будинку надано статус пам'ятник історії місцевого значення з охоронним № 3458 під назвою Будинок, де в січні 1918 року був розміщений штаб Замоскворецького Красногвардійського загону, за допомогою якого була встановлена радянська влада в Чернігові. Будівля має власні «території пам'ятника» і розташована в «комплексній охоронній зоні пам'яток історичного центру міста», згідно правил забудови і використання території.
Наказом Департаменту культури і туризму, національностей та релігій Чернігівської обласної державної адміністрації від 12.11.2015 № 254 для пам'ятника історії було запропоновано нову назву — Будинок купця Ісаака Маркельса. Також пам'ятник історії згадується в наказі Департаменту культури і туризму, національностей та релігій Чернігівської обласної державної адміністрації від 07.06.2019 № 22 на будівлі встановлена нова інформаційна табличка, де пам'ятник іменується як «Будинок Чернігівського відділення державного банку».

## Опис
Будинок побудований у другій половині 19 століття на Олександрівській вулиці (зараз Кирпоноса). Будинок належав Ісааку Маркельсу — учасник Чернігівської думи, член міської управи, власник однієї з найбільших аптек у місті.
Кам'яний, 2-поверховий будинок на цоколі, прямокутної форми за планом. Фасад симетричний, головний екстер'єр з входом спрямований на північний схід до сучасної вулиці Кирпоноса. Головний фасад завершується трьома фронтонами, а фасад внутрішнього двору завершується трикутним фронтоном. Вікна першого поверху прямокутні, а на другому поверсі вікна чергуються увінчаними округлими і трикутними сандриками. Південна частина фасаду має ризаліт зі входом, з боків від входу розташовані напівколони, увінчані округлим сандриком, вікно 2-поверху аркове, а з боків пари півколон, які завершуються фронтоном. Русти і пілястри (тільки на 2-му поверсі) між вікнами додають насиченості фасаду будівлі. Фасад, починаючи з 20 століття не зазнав серйозних змін.
«Чернігівське відділення державного банку» було створено відповідно до указу Сенату від 31.05. 1860 року про реорганізацію державних кредитних установ . 1 вересня 1895 року на Олександрівській вулиці в будинку, який належав Ісааку Маркельсу, розмістилося казначейське відділення державного банку. Будинок не відповідав вимогам, і в зв'язку з цим на початку 20 століття було побудовано нове спеціальне приміщення. У 1908 році для державного банку було побудовано власну будівлю (вулиця Кирпоноса, будинок № 15/7).
У період 19.01-16.11. 1918 року в будинку розміщувався штаб Замоскворецького Красногвардійського загону, за допомогою якого в Чернігові була встановлена радянська влада. У 1972 році на фасаді будівлі було встановлено меморіальну дошку штабу Замоскворецького Красногвардійського загону, нині демонтована.
З 1920-х років в будинку розміщувалася надзвичайна комісія, потім Всеросійська надзвичайна комісія, пізніше Державне політичне управління при НКВС. У післявоєнні роки в будинку розмістилася санітарно-епідеміологічна станція. Зараз в будівлі розміщуються Чернігівське міське Управління Головного управління Держсанепідемслужби України в Чернігівській області, Головний державний санітарний лікар Чернігова.